# Dalbulus maidis
Espèce
Dalbulus maidis, communément appelé la Cicadelle du maïs, est une espèce d'insectes hémiptères de la famille des Cicadellidae, originaire du continent américain.
Cette cicadelle est le vecteur de transmission de virus et phytoplasmes affectant le maïs :  le spiroplasme du rabougrissement du maïs (CSS ou corn stunt spiroplasma), le mycoplasme du rabougrissement buissonneux du maïs (MBSM ou maize bushy stunt mycoplasma) et le virus du rayado fino du maïs (MRFV ou maize rayado fino virus).

## Systématique
L'espèce Dalbulus maidis a été décrite pour la première fois en 1923 par l'entomologiste américain Dwight Moore DeLong (d) (1892-1984) qui la place dans le genre Cicadula, sous le protonyme de Cicadula maidis. 
En 1937, Howard Earl Dorst la transfère dans le genre Baldulus. 
Enfin, en 1950, DeLong crée le genre Dalbulus dans lequel il transfère plusieurs espèces de Baldulus en se basant sur les caractères de l'édéage des mâles et sur la forme de la tête (vertex). Les espèces transférées comprenaient, outre Dalbulus maidis, Dalbulus elimatus (espèce type), et quatre espèces mexicaines : Dalbulus guevarai, Dalbulus longulus, Dalbulus gelbus et Dalbulus acus.

## Distribution
L'aire de répartition de Dalbulus maidis se limite aux régions tropicales et subtropicales du continent américain. Elle couvre le sud des États-Unis, le Mexique, les Caraïbes et l'Amérique centrale, ainsi que l'Amérique du Sud jusqu'à l'Argentine. Sa région d'origine est vraisemblablement située au Mexique. Selon l'entomologiste américain, Lowell R. Nault, Dalbulus maidis pourrait résulter d'une longue co-évolution avec le maïs et ses ancêtres (téosintes).

## Plantes-hôtes
Le maïs et les espèces apparentées (comme la téosinte) sont les hôtes quasi-exclusifs permettant le développement complet et la reproduction de Dalbulus maidis. D'autres espèces de plantes, telles que Tripsacum dactyloides, Rottboellia exaltata, Secale cereale, Avena sativa, peuvent être des hôtes temporaires permettant l'alimentation de la cicadelle, mais pas sa reproduction (à l'exception toutefois de Tripsacum dactyloides var. meridionale qui permet la reproduction à l'égal du maïs).

## Ennemis naturels
Dalbulus maidis a un riche complexe d'ennemis naturels incluant notamment des champignons pathogènes, des prédateurs et des parasitoïdes, ceux-ci attaquant soit les stades nymphe et adulte, soit les œufs.
Parmi les parasitoïdes des œufs, qui sont les plus importants des ennemis naturels de cette cicadelle, figurent différentes espèces d'insectes hyménoptères appartenant aux familles des Mymaridae, Eulophidae et Trichogrammatidae (trois familles rattachées à la super-famille des Chalcidoidea).
Les principaux genres et espèces connus sont les suivants :
- Mymaridae : 
  - Anagrus spp. dont Anagrus breviphragma, Anagrus flaveolus, Anagrus nigriventris
- Eulophidae
  - Aprostocetus (O.) infulatus
- Trichogrammatidae
  - Oligosita
  - Paracentrobia spp. dont Paracentrobia subflava
  - Zagella spp.